# كدسورة بلانكوية
كدسورة بلانكوية (الاسم العلمي:Kadsura blancoi) هي نوع غير مؤكد من النباتات يتبع جنس الكدسورة من الفصيلة الشزندرية.